# Південний Парк (сезон 3)
Третій сезон мультсеріалу Південний Парк мав 18 епізодів і виходив на американському кабельному каналі Comedy Central з 7 січня 1999 по 12 січня 2000.

## Список серій
| Номер | Час появи в США   | Назва                                                                                   |
| --- | ----------------- | --------------------------------------------------------------------------------------- |
| 1-301 | 7 січня 1999      | Тропіки-Шмопіки (Rainforest Schmainforest)                                              |
| Друзі змушені брати участь в музичній кампанії на захист зникаючих тропічних лісів. Кенні закохується, і ця любов допомагає йому вижити.                                                                              |                   |                                                                                         |
| 2-302 | 14 січня 1999     | Раптове Спалахування (Spontaneous Combustion)                                           |
| Батько Стена повинен з'ясувати, чому люди стали мимоволі загорятися. Картмана розпинають на хресті. |                   |                                                                                         |
| 3-303 | 21 січня 1999     | Суккуб (The Succubus)                                                                   |
| Шеф збирається одружитися. Друзі хвилюються, тому що він і особливо його наречена поводяться якось дивно, і намагаються перешкодити весіллю.                                                                          |                   |                                                                                         |
| 4-304 | 16 червня 1999    | Твік проти Крейга (Tweek vs. Craig)                                                     |
| Друзі тренують двох однокласників, щоб ті побилися. Учитель праці містер Адлер згадує загиблу наречену. |                   |                                                                                         |
| 5-305 | 23 червня 1999    | Яковозаври (Jackovasaurus)                                                              |
| Місто намагається врятувати вимираючий вид - яковозавров. Однак поступово ці тварини починають дратувати всіх, крім Картмана.                                                                                         |                   |                                                                                         |
| 6-306 | 7 липня 1999      | Панда Сексуальних Домагань (Sexual Harassment Panda)                                    |
| Людина, яка щиро вірить, що вона панда, розповідає школярам про сексуальні домагання і судові позови. |                   |                                                                                         |
| 7-307 | 14 липня 1999     | Котяча Оргія (Cat Orgy)                                                                 |
| Мама Картмана відправляється на вечірку, а Еріку доводиться нелегко зі своєю нянею - Шеллі Марш. У його кішки Кітті тічка.                                                                                            |                   |                                                                                         |
| 8-308 | 21 липня 1999     | Два Голих Чувака у Джакузі (Two Guys Naked in a Hot Tub)                                |
| Стен змушений вирушити на вечірку з приводу метеоритного дощу і спілкуватися з головними хуліганами школи. Його батько, Ренді, нервує після того, як він і батько Кайла, Джеральд, разом мастурбують в гарячій ванні. |                   |                                                                                         |
| 9-309 | 28 липня 1999     | Юдовілей ('Jewbilee)                                                                    |
| Кайл, Кенні і Айк відправляються в єврейський скаутський табір. Там людям з'являється Мойсей. |                   |                                                                                         |
| 10-310 | 27 жовтня 1999    | Чінпокомон ('Chinpokomon)                                                               |
| Друзі захоплені новою грою з Японії - чінпокомонами. Дорослі починають турбуватися, чи насправді ця мода безпечна. |                   |                                                                                         |
| 11-311 | 3 листопада 1999  | Марвін Голодарвін в Космосі (Starvin' Marvin in Space)                                  |
| Марвін Голодарвін знаходить корабель прибульців і починає шукати своєму народові новий будинок. Друзі намагаються врятувати його від уряду і християнської організації.                                               |                   |                                                                                         |
| 12-312 | 10 листопада 1999 | Чудова Загадка групи Korn Про Піратського Привида (Korn’s Groovy Pirate Ghost Mystery ) |
| Місто святкує Хеловін. Друзі намагаються налякати п'ятикласників. У місто приїжджає з концертом група «Korn». |                   |                                                                                         |
| 13-313 | 17 листопада 1999 | Підсядь на мавпячу акустику (Hooked on Monkey Phonics)                                  |
| За допомогою спеціальної мавпочки Картман сподівається виграти конкурс з вимови слів по буквах. Друзі знайомляться з дітьми, які перебувають на домашньому навчанні.                                                  |                   |                                                                                         |
| 14-314 | 24 листопада 1999 | Червоний - Знак Відваги (The Red Badge of Gayness)                                      |
| У традиційній реконструкції громадянської війни між Північчю і Півднем Картман грає за південь, підмовляючи п'яну компанію побити сіверян.                                                                            |                   |                                                                                         |
| 15-315 | 1 грудня 1999     | Класичні Різвяні Пісні Від Містера Генкі (Mr. Hankey’s Christmas Classics)              |
| Музичний епізод, в якому виконуються окремі пісні з CD «Mr. Hankey's Christmas Classics ». |                   |                                                                                         |
| 16-316 | 29 грудня 1999    | "Господи, ти чуєш? Це Я, Ісус" (Are You There God? It’s Me, Jesus)                      |
| Стен страждає від самотності, тому що його друзі вирішили, що у них почався період статевого дозрівання, і Картман створює для них клуб.                                                                              |                   |                                                                                         |
| 17-317 | 12 січня 2000     | Коричневий Шум (World Wide Recorder Concert)                                            |
| Містер Гаррісон страждає через давню психологічної травми. Друзі вирішують побешкетувати на всесвітньому флейтовому концерті.                                                                                         |                   |                                                                                         |